# سکه ۱ یورویی
سکه ۱ یورویی (€۱) از دو آلیاژ ساخته شده‌است. آلیاژ داخلی سکه کوپرونیکل و آلیاژ بیرونی برنج است. پشت سکه‌ها همگی یک شکل است اما روی آن بسته به نوع کشور، دارای طرحی مشخص است. این سکه از سال ۲۰۰۲ در معاملات روزمره مورد استفاده قرار می‌گیرد ولی از سال ۲۰۰۷ آن روی سکه که مربوط به ملیت خاص بود، تغییر کرد و با طرح نقشه اروپا و به صورت طرح مشترک در همه کشورهای اعضاء اتحادیه اروپا رایج گردید.

## تاریخچه
تاریخچه سکه ۱ یورویی به سال ۲۰۰۲ بر می‌گردد. در این سال سکه‌ها و اسکناس‌های جدید و نخستین اتحادیه اروپا، به ۱۲ عضو این اتحادیه معرفی گردید. پشت سکه که طرحش در کلیه کشورهای اروپایی مشترک می‌باشد، توسط یک هنرمند بلژیکی به نام لوک لویس طراحی گردید. این طراح بلژیکی موفق شد جایزه مسابقه بهترین طرح مسکوکات اتحادیه اروپا را دریافت کند.

## طرح و ترکیب
سکه از دو آلیاژ تشکیل شده‌است. دایره داخلی سکه یک یورویی از سه لایه تشکیل شده‌است که کوپرنیکل، نیکل و دوباره کوپرنیکل می‌باشد. حلقه بیرونی جنسش متفاوت است و از آلیاژ برنج برای ساختن آن استفاده کرده‌اند. این تفاوت جنس دو رنگ متفاوت را به ظاهر سکه داده‌است. قطر سکه ۲۳٫۲۵ میلی‌متر، ضخامت آن ۲٫۳۳ میلی‌متر و وزن آن ۷٫۵ گرم می‌باشد.

## روی سکه
طرح روی سکه بسته به کشور محل ضرب، مختلف است. در کلیه کشورها حلقه بیرونی (زرد رنگ) روی تمام سکه‌های یک یورویی می‌بایست دارای ۱۲ ستاره باشد و همچنین روی حلقه بیرونی و نزدیک لبهٔ اکثر سکه‌ها، یک دایره موجود است.

## نمایش ۳ بعدی سطح پشت سکه ۱ یورویی

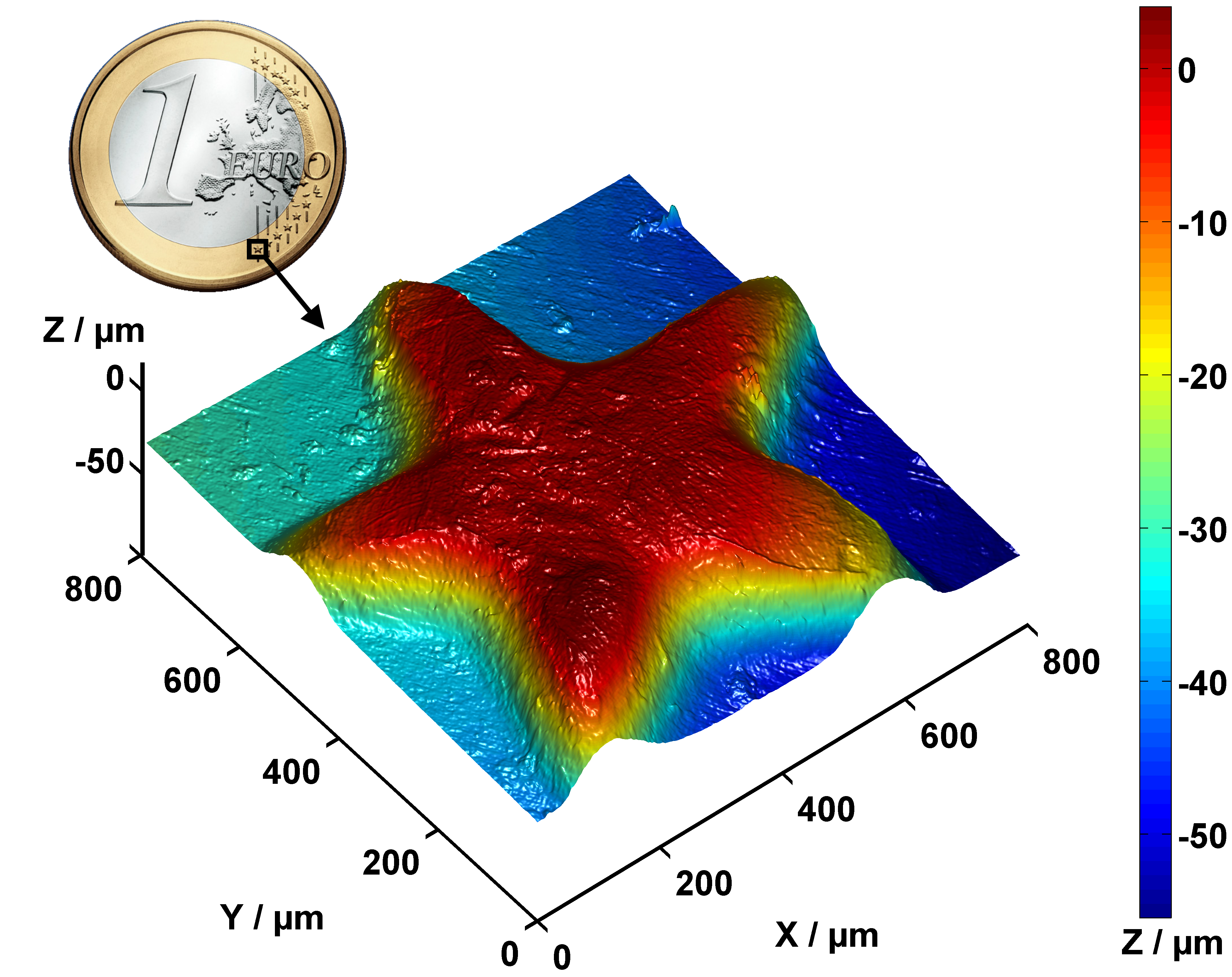

در نمایش ۳ بعدی سطح پشت سکه ۱ یورویی که توسط میکروسکوپ هم‌کانون نور سفید به ثبت رسیده‌است، تصویر جلوهٔ یکی از ۱۲ ستاره برجستهٔ سکه به وسیله میکروسکوپ به تصویر کشیده شده‌است. همچنین در این نمودار ۳ بعدی، طول، عرض و میزان برجستگی ستاره اندازه‌گیری شده‌است. محدودهٔ مختصات سطحی سنجش میکروسکوپ، ۸۰۰ در ۸۰۰ میکرومتر یا ۰٫۸ در ۰٫۸ میلی‌متر بین دو محور x و y می‌باشد. بلندی محور مختصات نیز ۶۰ میکرومتر معادل ۰٫۰۶ میلی‌متر تعبیه شده‌است. رنگ‌ها و گرافیک موجود در نگاره و تناسب آن با محور رنگی ارتفاع، با هدف درک کمیت برجستگی ستاره و بلندی آن توسط نرم‌افزار متلب ایجاد شده‌است.

## پشت سکه
پشت سکه نقشه اروپا را نشان می‌دهد که در یک دایره محدود شده‌است. در این نقشه کشور ایسلند وجود ندارد. از سال ۲۰۰۷ این طرح به صورت مشترک در تمام کشورهای اروپایی ضرب گردید.

## اشتباهات

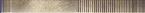
لبه سکه با شیارها

تا به حال در ضرب سکه ۱ یورویی، اشتباهاتی روی داد که در زیر به تعدادی از آنها اشاره شده‌است:
- نوع ایتالیایی که در سال ۲۰۰۲ فاقد نشان مخصوص ضرب سکه بود.
- سکه سرشناس موناکویی بدون نشان مخصوص ضرب سکه در سال ۲۰۰۷.
- نوع پرتغالی که به جای ۲۸ شیار، ۲۹ شیار بر روی لبه آن قرار داشت.